# Joe Hewitt
Joseph Eric (Joe) Hewitt (13 de abril de 1901 - 1 de noviembre de 1985) fue un comandante de alto rango en la Real Fuerza Aérea Australiana (RAAF). Comenzó siendo oficial en la Royal Australian Navy (RAN) pero luego fue transferido definitivamente a la Fuerza Aérea en 1928, comandó el vuelo N° 101 (Flota de Cooperación) en la época de 1930, y el N.º 104 (Bombardeo) del Escuadrón de la RAF en apoyo a los británico poco antes de la Segunda Guerra Mundial. Nombrado Mayor Aéreo de la RAAF en 1941, Hewitt fue enviado el año siguiente a la Sede de las Fuerzas Aéreas Aliadas, en el Suroeste del Pacífico en la Segunda Guerra Mundial, como Director de Inteligencia. En 1943, tomó el comando del Grupo Operativo N°9 de la RAAF, la fuerza principal de ataques móviles, pero fue despedido por una polémica con el Jefe de la Fuerza Aérea de Australia, el Vice Mariscal Aéreo George Jones, en menos de un año alegando cuestiones disciplinarias.
Descrito como un «pequeño hombre apuesto», que era «abiertamente, incluso arrogante», Hewitt superó el revés de su carrera durante la guerra e hizo después sus contribuciones más importantes, como Miembro del Personal Aéreo de 1945 a 1948. Fue directamente responsable de la desmovilización de miles de trabajadores en tiempos de guerra y la consolidación de lo que entonces era la cuarta fuerza aérea más grande del mundo en un servicio en tiempo de paz mucho más pequeño, también se encargó de modernizar la educación y la formación dentro de la RAAF. Hewitt fue nombrado Comendador de la Orden del Imperio británico en 1951, el mismo año se convirtió en Miembro Aéreo de Abastecimiento y Equipamiento. Se retiró de la fuerza aérea en 1956, comenzó a emprender negocios y más tarde dirigió su propia editorial. Escribió dos libros, entre ellos la Adversity in Success, un relato de primera mano de la guerra Aérea del Suroeste del Pacífico, antes de su muerte en 1985 a la edad de 84 años.

## Inicios de su carrera
Nacido en Tylden, Victoria, Joe Hewitt era el hijo del Reverendo JH Hewitt. Asistió al Scotch College, en Melbourne, antes de entrar en el Royal Naval College de Australia, en la bahía de Jervis en 1915, a los 13 años. Se graduó en 1919, Hewitt ascendió a Teniente en la RAN antes del voluntariado de la comisión en la RAAF como Teniente de Vuelo en enero de 1923. Llevó a cabo cursos de pilotos en la primera Escuela de Entrenamiento de Vuelo, en Point Cook, y se graduó a final del año. Hewitt fue enviado a la Real Fuerza Aérea (RAF), el 4 de mayo de 1925, dentro de una comisión temporal fue nombrado Oficial de Vuelo de RAF, esta comisión fue cancelada el 25 de septiembre. Se casó con Lorna Bishop el 10 de noviembre y tuvieron tres hijas.

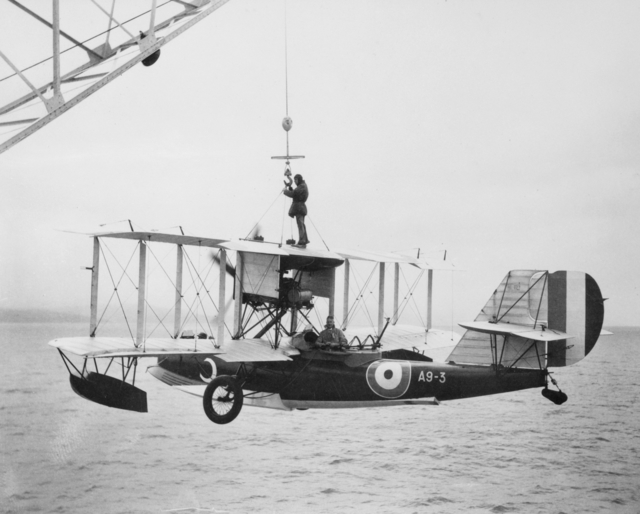
Seagull III Vuelo Nº101 (Flota de Cooperación) se izó a bordo del Portahidroaviones Albatros HMAS.

Hewitt se unió al recién formado Vuelo N.º 101 (Flota de Cooperación), operando un Supermarine Seagull, en agosto de 1926. Antes del despliegue de la unidad a Queensland para estudiar la Gran Barrera de Coral con un HMAS Moresby, practicó maniobras alrededor del centro de Melbourne, aterrizando en el Río Yarra cerca de la Flinders Street Station. Una crítica de los medios de comunicación, lo condujo a ser llevado ante el Jefe de la Fuerza Aérea, el capitán de grupo Richard Williams, en lugar de reproche Hewitt se expresó «reservadamente satisfechos con la publicidad». Después de completar su trabajo de investigación en noviembre de 1928, la unidad quedó a bordo del Portahidroaviones Albatros HMAS. La transferencia de Hewitt a la Fuerza Aérea se hizo permanente ese mismo año. Se convirtió en Comandante del Vuelo N.º 101 en febrero de 1931, y del embarque supervisado del Seagull a bordo del crucero HMAS Australia en septiembre-octubre de 1932, momento en el cual había sido promovido a Líder de Escuadrón. Tras finalizar su gira con el Vuelo N.º 101 al año siguiente, Hewitt fue enviado a Gran Bretaña en 1934. Asistió a la Escuela Superior del Personal de la RAF, Andover en su primer año en el extranjero, y se desempeñó como ayudante del Agente de Relaciones de la Casa Australiana en Londres en 1935. A pesar de ser un piloto especialista en hidroaviones, se convirtió en bombardero en Inglaterra, volando un Hawker Hind y un Bristol Blenheim como Comandante del Escuadrón N.º 104 de la RAF en 1936.
Volviendo a Australia en 1938, Hewitt fue nombrado primer Oficial Aéreo en la estación de la RAAF en Richmond, Nueva Gales del Sur, y en julio de ese año fue promovido a teniente coronel. En mayo de 1939, fue elegido para dirigir el Escuadrón N.º 10 debido a la formación el 1 de julio de la recientemente creada Base Rathmines de la RAAF, cerca de la ciudad de Lake Macquarie. Hewitt se preparaba para partir hacia Inglaterra para hacerse cargo de la unidad de planeado que complementaria al hidroavión Short Sunderland cuando se rompió el cuello montado en su motocicleta cerca de Richmond, y tuvo que renunciar a la misión mientras se recuperaba. Estaba apto para trabajar en agosto, se le dio el mando de la base de Rathmines para gestionar el despliegue de Escuadrón N.º 10 y sus aeronaves, pero esta se suspendida debido al estallido de la Segunda Guerra Mundial en septiembre, y el Sunderland y su tripulación de la RAAF permanecieron en Gran Bretaña para el servicio al lado de la RAF.

## Segunda Guerra Mundial

### Director de Servicios del Personal de AOC del Grupo Operativo N.º9

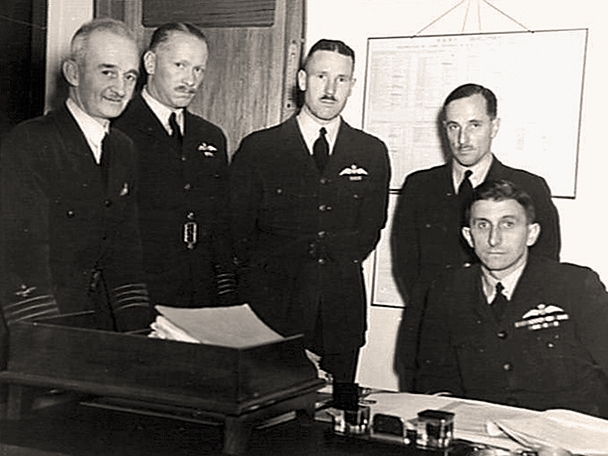
Hewitt (segundo a la derecha) con miembros de la Sede de las Fuerzas Aéreas Aliadas (incluido en Capitán de Grupo Valston Hancock en el centro) y el recién nombrado Jefe del Estado Mayor Aéreo, Vice Mariscal Aéreo George Jones (a la derecha) en 1942.

El 20 de noviembre de 1939, la RAAF formó el Grupo N.º 1 en Melbourne, que se desarrolló en el sur de la zona de comando a principios de 1940 con Hewitt como Oficial Superior de la Administración del Personal. Después de haber sido ascendido a capitán de grupo, fue nombrado Director de Servicios de Personal (DPS) después de completar su desplazamiento al sur de la zona, y fue nombrado Oficial de la Orden del Imperio británico el 11 de julio. Descrito como «de antecedentes calvinista e ideas rígidas sobre el lugar de la mujer en la sociedad», como DPS se opuso a la creación de las Auxiliares Mujeres de la Fuerza Aérea de Australia (WAAAF) y más tarde abogó por que sus miembros estén inscritos sobre una base contractual, y no se alisten como personal de la Fuerza Aérea Permanente. En 1941, Hewitt se convirtió en Subjefe del Estado Mayor del Aire (actual Subjefe de la Fuerza Aérea), antes de ser asignado en abril del año siguiente a la recién formada Sede de las Fuerzas Aéreas Aliadas(AAF HQ), al Suroeste del Pacífico(SWPA) como Director de Inteligencia. Él estableció cordiales relaciones de trabajo con sus pares estadounidenses en la sede AAF HQ, convirtiéndose en hombre de confianza del comandante, Mayor General George Kenney.
Promovido a Comodoro Aéreo, en febrero de 1943 Hewitt fue nombrado Comandante en Jefe Aéreo(AOC) del Grupo Operacional N.º 9(9OG). La principal fuerza de ataque móvil de la RAAF, el 9OG integrado inicialmente por siete escuadrones de combate de Australia quedó bajo el control de los EE. UU. la Quinta Fuerza Aérea. Al mes Hewitt se hizo cargo, y los escuadrones de Hewitt se reorganizaron en dos alas: Ala Nº71, que comprendía las unidades de la base de Milne Bay, Nueva Guinea, y el Ala Nº73, que abarca las de Port Moresby.
En marzo, 9OG llevó la contribución de la RAAF a la Batalla del Mar de Bismarck, «la participación aérea era decisiva» en la SWPA según el general Douglas MacArthur, dando como resultado 12 barcos japoneses hundidos.

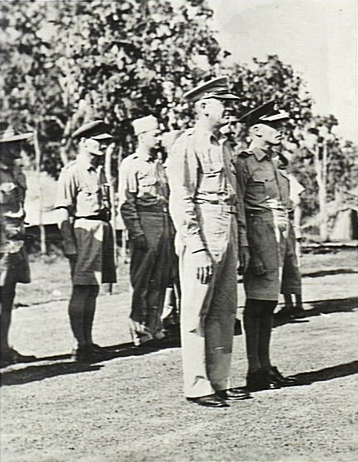
Hewitt (derecha) con el Mayor General de la USAAF Ennis Whitehead, en Nueva Guinea, 1943.

En abril de 1943, sin embargo, Hewitt había sido arrastrado al conflicto de división de personal entre el Jefe del Estado Mayor Aéreo, Vice Mariscal Aéreo George Jones, y el Comandante Aéreo del Comando RAAF, Vice Mariscal Aéreo William Bostock. El Comando RAAF era principal formación operativa de la Fuerza Aérea en el Pacífico, tenía el control de 24 escuadrones de Australia. Jones, administrador y jefe De iure de la RAAF, trató de extender su autoridad en la esfera de las operaciones mediante la publicación de una «mayor responsabilidad» en la posición oficial de Bostock, pensando en Hewitt. El ministro Aéreo, Arthur Drakeford, respaldaba las maniobras de Jones, pero fue informado por el primer ministro John Curtin de que el general MacArthur, comandante Sspremo SWPA, «insistía en la sustitución del AVM Bostock por un oficial de la misma capacidad», y que «el Comodoro Aéreo Hewitt ... no se considera un sustituto adecuado».
No se hicieron cambios a las disposiciones de comandos en el Suroeste del Pacífico a raíz de este episodio, y Hewitt siguió al frente de 9OG en su campaña de bombardeo y ametrallamiento contra campos de aviación japoneses y líneas de comunicación en Nueva Bretaña, al noreste de Nueva Guinea. A mediados de junio de 1943, él había establecido la sede del Grupo en la bahía de Milne, y el Ala N° 73 en la isla de Goodenough. El 22 de julio, montó una operación contra el campo de aviación Gasmata con 62 aviones de cinco de sus escuadrones, el mayor ataque realizado por los australianos para esa fecha. 9OG tomaría la mayor parte del crédito para la RAAF alcanzando un máximo de 254 toneladas de bombas lanzadas en el mes de octubre, frente a 137 toneladas lanzadas el mes anterior. El 8 de noviembre, Hewitt envió una formación de tres Bristol Beaufort en una tormenta eléctrica severa para atacar el fuertemente defendido puerto de Rabaul. Este ataque fue concebido como un «éxito fracaso» en el esfuerzo por demostrar la valía o no del Beaufort como torpedero, en el que el papel que había tenido hasta ese momento era una decepción, en La Historia Oficial de la RAAF en la Segunda Guerra Mundial se describió como «un ataque heroico», en el que por lo menos un tanque enemigo, fue golpeado por la pérdida de uno de los Beaufort.

### De la Comandancia del Grupo Operativo N.º 9 a ser Miembro del Personal Aéreo

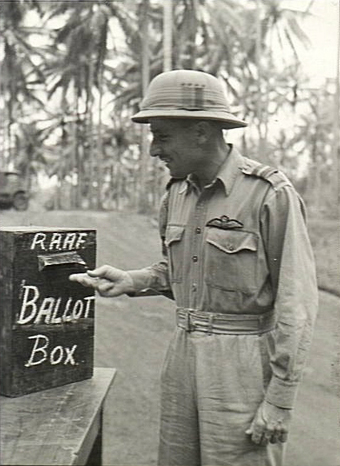
Hewitt como AOC del Grupo Operacional N.º 9 en Nueva Guinea, emitiendo su voto en la Elección Federal Australiana de 1943.

Aunque Hewitt estaba realizando un «trabajo excelente» según el comandante de la Quinta Fuerza Aérea el General Ennis Whitehead, fue destituido de su cargo por una polémica a mediados de noviembre de 1943 por el Vice Mariscal Aéreo Jones, por acusaciones de falta de disciplina y moral dentro de 9OG. El historiador de la RAAF Alan Stephens describió más tarde las circunstancias del despido de Hewitt como «turbias». Drakeford defendió el historial de servicio de Hewitt, informando al primer ministro que «la situación actual puede ser en gran parte, si no completamente, debido a cierta tensión física temporal provocada por la presión de sus funciones importantes como AOC del Grupo Nº 9». Hewitt creía que había sido manchado por antiguos funcionarios descontentos, el historiador Kristen Alexander identificó posteriormente al teniente coronel Kenneth Ranger, que desempeñaría un papel importante en el «Motín de Morotai» de 1945, de que tenía denuncias recibidas sobre Hewitt de supuestas «faltas de equilibrio, vanidad y falta de propósito en el desarrollo de la guerra». Como resultado de ello, Hewitt volvió a su anterior puesto como Director de Inteligencia de la Sede Aérea Aliada, mientras que el miembro del personal aéreo, el Comodoro Aéreo Frank Lukis, asumió el cargo de AOC 9OG en diciembre. El General Kenney consideró la removida de Hewitt como «malas noticias».
Después de completar su recorrido como Director de Inteligencia AAF HQ a finales de 1944, Hewitt se convirtió en Miembro «interino» del Personal Aéreo (AMP) en 1945. Como AMP, Hewitt se sentó en el Consejo Aéreo, órgano de control de la RAAF en donde se encontraban sus funcionarios de más alto rango y que era presidido por el Jefe del Estado Mayor Aéreo. Junto con los demás miembros de la junta, pasó revista a los resultados de la investigación por el juez Juan Vicente Barry al «Motín de Morotai», donde habían participado pilotos de alto nivel de la Primera Fuerza Aérea Táctica Australiana (1TAF) tratando de renunciar a sus comisiones para protestar por el descenso de los escuadrones de combate RAAF a las misiones de ataque estratégico terrestres. Hewitt recomendó que el Comandante Aéreo de la 1TAF, el Comodoro Aéreo Harry Cobby, fuera removido del comando, junto con sus dos oficiales de altos mando. La mayoría de la Junta Aérea no veía ninguna razón para tomar esas medidas, dejando que Hewitt añadiera una nota discrepante sobre su decisión. Sin embargo, el ministro Aéreo Arthur Drakeford apoyó la posición de Hewitt, y los tres oficiales superiores 1TAF fueron despedidos de sus cargos por el Vice Mariscal Aéreo Jones.

## Carrera después de la guerra

### La desmovilización y la racionalización
El nombramiento de Hewitt como Miembro del Personal Aéreo se hizo permanente a partir del final de la Segunda Guerra Mundial en agosto de 1945. En este cargo, fue responsable directo de la desmovilización de lo que había convertido en la cuarta fuerza aérea más grande, y su transición a un servicio en tiempo de paz mucho más pequeño. Hewitt consideró que la RAAF estaba en peligro de perder algunos de sus mejores hombres por la rápidamente, y no planificada desmovilización, y recomendó que su fuerza de trabajo se estableciera durante dos años en una fuerza de 20.000 hombres, mientras revisaba los requisitos de la posguerra. Aunque el Consejo Aéreo apoyo la propuesta de Hewitt, el gobierno redujo los gastos de la llamada Fuerza Provisional Aérea que tendría uno inferior al previsto, se reduce a unos 13.000 en octubre de 1946 y en 8000 a finales de 1948. A pesar de afirmar que las mujeres que trabajaban en la Fuerza Aérea eran un factor importante en la reducción de «antagonismo y prejuicio» contra ellos en la fuerza de trabajo en general, Hewitt también recomendó que la WAAAF se disolviera después de la guerra.
Como AMP, Hewitt se encargó de revisar el potencial de empleo que tenían los oficiales de alto rango de la Fuerza Aérea después de la guerra. Esta revisión dio lugar a la jubilación anticipada de figuras como el Mariscal Aéreo Richard Williams y los Vice Mariscales Aéreos Stanley Goble, Bill Bostock, Frank McNamara, Bill Anderson, Henry Wrigley y Adrián Cole, supuestamente para dar lugar al avance de oficiales más jóvenes e igualmente capaces. Hewitt ayudó a redactar las cartas de cada uno de los jubilados, explicando los motivos de la decisión y las indemnizaciones por la rápida jubilación. También tuvo la «ingrata tarea» de racionalizar la lista de los funcionarios de la Fuerza Aérea y de su antigüedad, que se había convertido en una fuente de numerosas irregularidades, debido a los ascensos temporales y las actuaciones en tiempos de guerra. Esto dio lugar a que a muchos oficiales de alto rango se les degradara hasta tres niveles, como al Grupo de Capitanes que se les bajó a Teniente de Vuelo, en la primera lista de la posguerra, lanzada en junio de 1947.

### Educación en la RAAF y otros trabajos

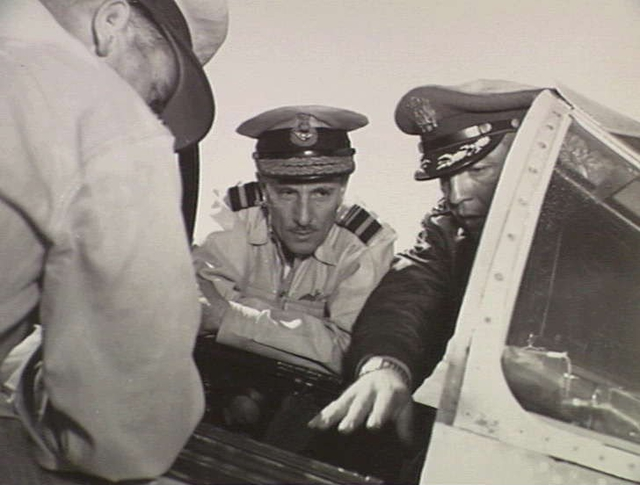
Hewitt (centro) en el examen de la Fuerza Aérea de EE.UU. en un F-86 Sabre en Corea, durante una visita al Escuadrón N.º 77 de la RAAF en 1952.

Hewitt fue responsable del inicio de importantes mejoras en la educación de la Fuerza Aérea, que tuvieron lugar entre 1945 y 1953, jugando un papel clave en el establecimiento del RAAF College y la introducción de un programa de formación de aprendices. El objetivo del Colegio era, en palabras de Hewitt, el de «sembrar las semillas de servicio» para los futuros líderes, ayudando a crear un especial espíritu de cuerpo de la RAAF. Añadió que era «casi una perogrullada decir que el futuro de la RAAF no podría ser mejor que el del Colegio de la Fuerza Aérea». Fundada en Point Cook en enero de 1948, el RAAF College fue inaugurado por el Comodoro Aéreo Val Hancock, que también elaboró su primera carta. Con el apoyo de los Miembros Aéreos de Ingeniería y Mantenimiento, y del Vice Mariscal aéreo Ellis Wackett, Hewitt desarrolló un Plan de Formación de Aprendizaje encargado de elevar el nivel de las funciones técnicas en la Fuerza Aérea, introducido con una campaña publicitaria a nivel nacional tratando de atraer reclutas. Su base era la Escuela de Capacitación Terrestre, que se inauguró en Wagga, Nueva Gales del Sur, a principios de 1948 para proporcionar educación y formación técnica para jóvenes de 15 a 17 años. Su nombre se cambió al Technical College RAAF en 1950 y luego a Escuela de Formación Técnica de la RAAF (RSTT) en 1952.
Paralelamente a sus iniciativas de la educación y la formación en la Fuerza Aérea, Hewitt presentó un plan revisado de clasificación de las tripulaciones, que consistía en agruparlos según su habilidad en diferentes niveles, como nivel 4 para los navegadores y el 1 para los pilotos,  en lugar de las filas militares regulares, como sargento o teniente de vuelo. Este fue abandonado en 1950 debido a la insatisfacción provocada por la falta de equivalencia evidente entre «filas» entre estos especialistas y el sistema de clasificación tradicional común al resto de la RAAF y de las otras fuerzas de defensa. Después de terminar su mandato como Miembro del Personal Aéreo en 1948, fue enviado a Londres como el representante de Defensa de Australia. Recientemente promovido a Vice Mariscal Aéreo, Hewitt fue nombrado Comendador de la Orden del Imperio británico en el 1951 con honores del nuevo año. Al regresar de Gran Bretaña, el mismo año, asumió el cargo de Miembro Aéreo de Abastecimiento y Equipamiento (AMSE) sucediendo al Vice Mariscal Aéreo George Mackinolty, que murió repentinamente de cáncer. Hewitt fue AMSE hasta su retiro de la RAAF en abril de 1956. En esta función, volvió a cooperar con el Vice Mariscal Aéreo Wackett, en ese momento Miembro de los Servicios Técnicos Aéreos, para introducir el concepto de la adquisición de piezas de repuesto, por el que el número previsto y el tipo de las piezas de repuesto necesarias para la vida de una aeronave de servicio sería pedido cuando se comenzara el operativo, para reducir los costos de soporte técnico y los plazos de entrega.

## La vida y el legado
Después de su retiro de la Fuerza Aérea en 1956, Hewitt se unió a la International Harvester Co. Australia como Gerente de Educación y Formación. Se convirtió en miembro del consejo de los Servicios de Cantina ese mismo año, sirviendo en esta posición hasta 1977. Después de haberse retirado de International Harvester en 1966, Hewitt se convirtió en escritor y escribió dos libros sobre sus experiencias en el ejército. El primero, Adversity in Success, se publicó en 1980 y dio su versión de la guerra aérea en el Suroeste del Pacífico. Él siguió en 1984 con The Black One. Hewitt también actuó como presidente y director gerente de su propia editorial, Langate Publishing. Hewitt murió el 1 de noviembre de 1985.
Hewitt se acredita con ser el principal responsable de la «revolución educativa» que tuvo lugar en la RAAF entre 1945 y 1953, sus iniciativas en los Miembros del Personal Aéreo fueron llevadas a cabo por su sucesor en el cargo, el Vice Mariscal Aéreo Frank Bladin. El Vice Mariscal Aéreo Ernie Hey, Miembro de los Servicios Técnicos Aéreos desde 1960 hasta 1972, declaró que los programas de aprendizaje eran «una de las mejores cosas» que la RAAF habían establecido y sus graduados que fueron aproximadamente 5.500 desde 1952 hasta 1993, eran «absolutamente excepcional». Joe Hewitt es conmemorado en los nombrados Arrecifes de Hewitt en la Gran Barrera de Coral del Parque Marino, nombrado en su honor por los equipos de estudio del HMAS Moresby, con quienes trabajó como miembro del vuelo n.º 101 de 1926 hasta 1928.